# Gle Bakngom
Gle Bakngom är en kulle i Indonesien.   Den ligger i provinsen Aceh, i den västra delen av landet, 1 800 km nordväst om huvudstaden Jakarta. Toppen på Gle Bakngom är 134 meter över havet.
Terrängen runt Gle Bakngom är kuperad åt nordost, men åt sydväst är den platt. Runt Gle Bakngom är det glesbefolkat, med 14 invånare per kvadratkilometer. Närmaste större samhälle är Banda Aceh, 14,7 km väster om Gle Bakngom. I omgivningarna runt Gle Bakngom växer i huvudsak städsegrön lövskog.